# Angus Douglas-Hamilton (15e duc de Hamilton)
Angus Alan Douglas Douglas-Hamilton, 15e duc de Hamilton et 12e duc de Brandon (13 septembre 1938 - 5 juin 2010) appelé « comte d'Angus » (1938-1940) puis « marquis de Douglas et Clydesdale » (1940-1973) est un homme politique, militaire et pair britannique.
Il est le premier pair d'Écosse.

## Biographie
Fils du 14e duc de Hamilton et d'Elizabeth Percy, fille d'Alan Percy (8e duc de Northumberland), il fait ses études au collège d'Eton et au Balliol College d'Oxford (comme son père avant lui). L'un de ses frères cadet est l'homme politique conservateur et unioniste écossais James Douglas-Hamilton, baron Selkirk de Douglas.
Au couronnement de la reine Élisabeth II, il est page à l'abbaye de Westminster et reçoit la médaille du couronnement de 1953.
Il est le gardien héréditaire du palais de Holyrood. Du fait de son titre subsidiaire de Lord Abernethy, il est porteur héréditaire de la couronne d'Écosse au Parlement écossais. Le duc de Hamilton remplit ce devoir en portant la couronne devant Sa Majesté la Reine lors de la cérémonie d'ouverture du Parlement écossais.
Il est un militant pour le bien-être animal, avec sa troisième épouse Kay.

## Mariages et enfants
Le 15e duc s'est marié trois fois :
Il épouse d'abord Sarah Jane Scott, fille du major Sir Walter Scott, 4e baronnet, de Beauclerc, le 23 juin 1972 (divorce en 1987). Ils ont quatre enfants et cinq petits-enfants:
- Eleanor Douglas-Hamilton (née le 10 août 1973)
- Ann Douglas-Hamilton (née le 14 mai 1976)
- Alexander Douglas-Hamilton (16e duc de Hamilton) (né le 31 mars 1978)
- John William Douglas-Hamilton (né le 2 octobre 1979)

Il se remarie avec Jillian Robertson en 1988, dont il divorce en 1995 et dont il n'a pas de descendance. Elle était auparavant mariée à Martin Page et Edward AS Hulton et est décédée en 2018.
Il épouse en troisièmes noces Kay Carmichael, maintenant duchesse douairière de Hamilton, en 1998. Infirmière qualifiée, elle est présidente du Scottish Staffordshire Bull Terrier Rescue et patronne de OneKind and Alzheimer's Scotland.
Le 15e duc est mort le 5 juin 2010 à l'âge de 71 ans. Son fils aîné, Alexander, lui succède comme duc et pour ses autres titres et privilèges.